# فهد الشريعان
فهد مطلق نصار الشريعان (1960 - ) سياسي كويتي يشغل منصب وزير التجارة والصناعة منذ 28 ديسمبر 2021.